# José Iglesias y Fort
José Iglesias y Fort (en catalán Josep Iglésies i Fort) fue un geógrafo e historiador español que nació en Reus en 1902. Militante catalanista desde la juventud, estudió derecho y dirigió la fábrica familiar en La Riba. El 1918 se trasladó a Barcelona y durante la Generalidad republicana colaboró en el establecimiento de la división comarcal de Cataluña. Como investigador publicó los censos de población de diversas épocas e hizo trabajos de geografía agrícola y de historia. Publicó también algunas novelas. Murió en Barcelona en 1986. Fue miembro numerario de la Real Academia de Ciencias y Artes de Barcelona.